# 君こそスターだ/夢に消えたジュリア
『君こそスターだ / 夢に消えたジュリア』（きみこそスターだ / ゆめにきえたジュリア）は、サザンオールスターズの49作目のシングル。「君こそスターだ」と「夢に消えたジュリア」との両A面シングル。タイシタレーベルから12cmCD・12インチレコード・カセットテープで2004年7月21日に発売された。
2014年12月17日からはダウンロード配信、2019年12月20日からはストリーミング配信が開始されている。

## 背景・リリース
前作「彩 〜Aja〜」に続く、2004年第二弾となるシングル。本作は両A面シングルであり、公式サイトでは“2☆TOP SINGLE”と表現している。
本作のジャケットは「君こそスターだ」がメインのものであるが、歌詞カードを裏返すと「夢に消えたジュリア」がメインのものにすることができる。タイトル帯の表記も「夢に消えたジュリア / 君こそスターだ」となるが、これは仕様であるためあくまでも表記は統一されている。ジャケットは全て「君こそスターだ」のままで販売され、購入後に自由に裏返すことができる、といった仕組みである。
初回盤は専用スリーブケース付きの仕様である。それぞれに星を中心にデザインされたマークが存在し、作品ごとにステッカーやシール、バッジなどが付録や特典などで手にすることができる。
本作のチャート成績は好調で、表題曲「君こそスターだ」は2004年アテネオリンピックに関連したタイアップや選抜高等学校野球大会入場行進曲に使用されたことに恵まれてファンからの人気も高いものの、作者である桑田佳祐は表題曲である「君こそスターだ」を含め本作の収録曲に否定的な発言を度々しており、ライブでの演奏も2004年の年越しライブ『暮れのサナカ』を最後に行われておらず、1997年から2018年の楽曲を収録したベスト・アルバム『海のOh, Yeah!!』が2018年に発売されたが、その際にも本作の収録曲は選曲から除外されている。

## プロモーション
テレビ披露
| 放送日         | 番組名                                       | 放送局     | 披露曲                                               | 出典   |
| -------------- | -------------------------------------------- | ---------- | ---------------------------------------------------- | ------ |
| 2004年7月16日  | ミュージックステーション                     | テレビ朝日 | 「夢に消えたジュリア」                               | [ 10 ] |
| 2004年7月23日  | ミュージックステーション                     | テレビ朝日 | 「君こそスターだ」                                   | [ 11 ] |
| 2004年7月23日  | アリゾナの魔法                               | 日本テレビ | 「君こそスターだ」 「夢に消えたジュリア」            |        |
| 2004年7月26日  | HEY!HEY!HEY! MUSIC CHAMP                     | フジテレビ | 「君こそスターだ」                                   |        |
| 2004年7月27日  | COUNT DOWN TVスペシャル 夏祭りプレミアライブ | TBS        | 「君こそスターだ」 「夢に消えたジュリア」            |        |
| 2004年7月29日  | うたばん                                     | TBS        | 「君こそスターだ」 「夢に消えたジュリア」            |        |
| 2004年11月26日 | ミュージックステーション                     | テレビ朝日 | 「君こそスターだ」 「彩 〜Aja〜」 「愛と欲望の日々」 | [ 12 ] |
| 2004年12月15日 | 1億3000万人が選ぶ!ベストアーティスト 2004    | 日本テレビ | 「君こそスターだ」                                   |        |

## 受賞歴
| 年     | 音楽賞                         | 結果                     | 出典   |
| ------ | ------------------------------ | ------------------------ | ------ |
| 2005年 | 第19回日本ゴールドディスク大賞 | ソング・オブ・ザ・イヤー | [ 13 ] |

## チャート成績
2004年8月2日付のオリコン週間ランキングで初週22.2万枚を売り上げて、初登場1位を獲得した。2003年に再発売した「勝手にシンドバッド」から4作連続、通算11作目の首位を記録した。本作の首位獲得によってシングルTOP10作品獲得数が39作となり、田原俊彦が記録していた38作を上回って、当時のシングルTOP10作品獲得数歴代単独1位となった。
オリコンによる累計売上枚数は45.8万枚を記録した。

## 収録曲
- 収録時間：13:43

1. 君こそスターだ (4:18)
（作詞・作曲：桑田佳祐 / 編曲：サザンオールスターズ）
桑田出演のトヨタ自動車『MORE THAN BEST』CMソング。第77回選抜高等学校野球大会の入場行進曲[注釈 1]。KDDI・沖縄セルラー電話『au LISMO』キャンペーンソング[注釈 2]。
桑田は公式サイトでのコメントで本楽曲についてオリンピック選手、メンバー、スタッフ、ファンといったすべての人たちの人生の応援ソングと位置付けている[18]。ビクターは「『君こそスターだ』の『君』はアテネ五輪の日本代表選手[注釈 3]たちでもありますが、この曲を聴くリスナー1人ひとりに向けたものあるんです」「すべての人たちの人生の応援ソングになれば、という気持ちがこもっています」と説明している[20]。
本楽曲の制作のきっかけはアテネオリンピック日本代表を応援する意味合いで「希望」「前向き」といった雰囲気の曲をオファーされたことである[18]。桑田は過去の五輪で見た感動を想起しながら詞を綴ったとされ、また発売年の三月に父親が死去したことも歌詞に影響を与えたと報じられており、「これまで桑田は、決して“頑張れ!”というエールを送る楽曲は作ってこなかった。が、戦後、支配人として田舎（神奈川県茅ヶ崎市）の映画館[注釈 4]を切り盛りし、閉館後は妻[注釈 5]と二人三脚でバーを営んだ、実直な父親[注釈 6]の生き様を重ね合わせたに違いない」と評されている[20]。
タイトルは鎌倉に一人で行った帰り道で突然思い浮かんだもので、フジテレビ系で放送されていたオーディション番組『君こそスターだ!』とは関係がない[18]。
ミュージック・ビデオの撮影場所は神奈川県横浜市にある日本ビクター（現：JVCケンウッド）本社ビルの屋上で、ファンクラブの会員を集めて撮影された[30]。MVには車いす陸上競技選手の永尾嘉章が出演しており、永尾はサザンのファンでもある[31]。
アルバム『キラーストリート』に収録されたバージョンは、桑田のカウントから始まり、曲中にもハンドクラップが追加されるなどしているため、シングルバージョンとはテイク違いである。そのため、シングルバージョンは現時点で本作のみに収録されている。
2. 夢に消えたジュリア (4:43)
（作詞・作曲：桑田佳祐 / 編曲：サザンオールスターズ　弦管編曲：島健）
メンバー全員出演の日本航空『FLY! JAL!』CMソング。
1960年代後半から1970年代前半に一世を風靡したGSや歌謡曲を強く意識した曲になっており、桑田が言うには『夜のヒットスタジオ』の世界観でもあるとのこと[18]。過去最多のサポートミュージシャンを使い、弦・管のパートは豪華で力の入った音になっている。
タイトルはたまたま曲を作っているときに「夢に消えたジュリア」という言葉が出てきてそのまま曲名にしたという[注釈 7][18]。歌詞の内容はタイトルの通り伝説になった人物“ジュリア”を描いたものだが、桑田自身、歌詞を書いている途中に、非常に似たような伝説「神津島のジュリア・おたあ伝説」が存在することを知って驚いたと語っている[32]。歌詞の中には「十字架」「ロザリオ」などキリストやキリシタンをイメージした単語が多く登場するが、この点でも『おたあ伝説』に非常に似ているとのこと。
MVの演出や衣装などもGSを意識した雰囲気になっている。
アルバム『キラーストリート』にはリマスタリングが施され収録された。
調はイ短調[33]。
3. DOLL (4:40)
（作詞・作曲：桑田佳祐 / 編曲：サザンオールスターズ）
桑田が言うには歌詞は人間の熱しやすくて冷めやすい身勝手な愛を歌った楽曲[34]。1999年ごろから製作されていた楽曲であり、長い間眠らせたままであったが近年になって本格的に製作した楽曲である[34] 。
ギターの単音をサンプリングでダビングするなど、1990年代の作品に多く見られた実験的な作品となっている。本格的な制作にあたって、桑田のアイデアでサザンの作品では初めて関口和之のウクレレが使用された[34]。
『キラーストリート』にはリマスタリングが施されて収録された[34]。

## 参加ミュージシャン
- 桑田佳祐:Vocal、Chorus、Acoustic & Electric Guitars、Bass、Keyboards (#1 - 3)
- 関口和之:Bass (#1 - 2)、Ukulele (#3)
- 松田弘:Drums、Percussion (#1 - 3)
- 原由子:Piano、Chorus (#1 - 3)
- 野沢秀行:Percussion (#1 - 2)

- 君こそスターだ
  - 角谷仁宣:Computer Programming
  - 片山敦夫:Hammond Organ, Synthesizer
  - 小倉博和:Electric Guitars
  - 猫スタオールスターズ:Hand Claps
- 夢に消えたジュリア
  - 角谷仁宣:Computer Programming
  - 片山敦夫:Harpsichord
  - 三沢またろう:Percussion
  - 朝川朋之:Harp
  - 近藤和彦:Alto Saxophone
  - 竹野昌邦:Alto Saxophone
  - 小池修:Tenor Saxophone
  - 吉田治:Tenor Saxophone
  - 山本拓夫:Baritone Saxophone
  - 西村浩二:Trumpet
  - 横山均:Trumpet
  - 木幡光邦:Trumpet
  - 奥村晶:Trumpet
  - 村田陽一:Trombone
  - 広原正典:Trombone
  - 片岡雄三:Trombone
  - 辻冬樹:Bass Trombone
  - 金原千恵子ストリングス:Strings
- DOLL
  - 角谷仁宣:Computer Programming
  - MIKU & SAKI:くしゃみ & Voice

## 収録アルバム
| 曲名               | 作品名           | 備考                       |
| ------------------ | ---------------- | -------------------------- |
| 君こそスターだ     | キラーストリート | アルバムバージョンを収録。 |
| 夢に消えたジュリア | キラーストリート |                            |
| DOLL               | キラーストリート |                            |

## ミュージック・ビデオ収録作品
| 曲名               | 作品名                                                            |
| ------------------ | ----------------------------------------------------------------- |
| 君こそスターだ     | ベストヒットUSAS (Ultra Southern All Stars)                       |
| 君こそスターだ     | 21世紀の音楽異端児 (21st Century Southern All Stars Music Videos) |
| 夢に消えたジュリア | ベストヒットUSAS (Ultra Southern All Stars)                       |
| 夢に消えたジュリア | 21世紀の音楽異端児 (21st Century Southern All Stars Music Videos) |
| DOLL               | 未収録                                                            |

## ライブ映像作品
| 曲名               | 作品名 |
| ------------------ | ------ |
| 君こそスターだ     | 未収録 |
| 夢に消えたジュリア | 未収録 |
| DOLL               | 未収録 |